# 베도모스티
베도모스티 (러시아어: Ведомости, IPA: [ˈvʲedəməsʲtʲɪ], lit. '더 레코드')는 모스크바에서 발행되는 러시아어 경제 언론 일간지이다.

## 역사
Vedomosti는 1999년 월스트리트 저널을 발행하는 다우 존스, 이전에 파이낸셜 타임스를 발행했던 피어슨, 그리고 모스크바 타임스를 발행하는 인디펜던트 미디어 간의 합작 투자로 설립되었다. 인디펜던트 미디어는 2005년에 핀란드의 미디어 회사 사노마에 인수되었다.
레오니트 베레시드스키는 2002년 INSEAD 비즈니스 스쿨에 입학할 때까지 초대 편집장을 지냈으며, 타티아나 리소바가 그를 대신했다. 2007년부터 2010년까지 옐리자베타 오세틴스카야가 편집장을 지냈다. 2010년, 그녀는 신문의 온라인 버전 편집장이 되었다. 그녀는 전 편집장 타티아나 리소바로 교체되었다.
사노마는 2015년 4월 콤메르산트의 전 최고 경영자였던 데미안 쿠드랴브체프에게 신문 지분을 매각했다. 외국 기업이 러시아 미디어 회사의 20% 이상을 소유하는 것을 금지하는 새로운 러시아 미디어 소유권 법률에 앞서, 다우 존스와 피어슨도 2015년에 그들의 지분을 쿠드랴브체프에게 양도했다. 그는 우선매수청구권을 가지고 있었다. 신문에 따르면, 베도모스티는 2016년 11월에 약 2만 명의 유료 구독자를 보유하고 있었다. 국영 제1채널 인터넷 방송국 전 국장이었던 일리야 불라비노프는 2017년부터 편집장으로 재직하고 있다.
2020년 3월, 쿠드랴브체프와 그의 파트너인 보리스 베레좁스키와 연관된 블라디미르 보로노프, 그리고 전 뉴스 코퍼레이션 임원 마틴 폼파두어는 Vedomosti를 두 명의 구매자에게 판매할 의사를 발표했다: 나샤 베르시야의 발행인 콘스탄틴 쟈트코프와 아르바트 캐피털의 전무이사 알렉세이 골루보비치. 전 편집장 타티아나 리소바는 구매자들이 "Vedomosti의 규칙과 이상에 이질적이다"라며 판매를 비판했다.
다음 달, 판매는 편집장 안드레이 슈마로프 하의 검열 혐의로 보류되었다. 슈마로프는 로스네프트의 수장 이고리 세친에 대한 비판 기사를 삭제하고 푸틴의 제안된 헌법 개정에 대한 비판 기사를 금지한 것으로 알려졌다. 메두자의 조사에 따르면, Vedomosti의 모회사인 아르칸 인베스트먼트는 로스네프트의 자회사인 러시아 지역 개발 은행(RRDB)으로부터 2천8백만 유로의 대출을 받아 2015년 Vedomosti를 매입하는 데 사용했던 러시아 국영 은행 가스프롬방크로부터의 이전 2천5백만 유로의 대출금을 상환했다. 조사는 또한 로스네프트 대변인 미하일 레온티예프가 슈마로프의 편집장 선정과 신문 판매 협상에 모두 관여했다고 주장했다. 쿠드랴브체프는 대출을 확인했지만, 대출이 Vedomosti를 매입하는 데 사용되지 않았다고 주장했다.
2020년 5월 29일, Vedomosti는 그의 지주회사인 사포트를 통해 사업가 이반 예레민에게 매각되었다.
2020년 6월 15일, 다섯 명의 고위 편집자들이 슈마로프가 이사회에 의해 편집장으로 승인된 것에 항의하며 Vedomosti에서 사임했다. 그들 중 일부는 독립적인 VTimes 뉴스 웹사이트를 설립했다. 러시아는 2021년 5월 VTimes를 네덜란드에 등록되었다며 "외국 에이전트"로 지정했다. 2021년 6월 3일, VTimes는 해당 상태와 관련된 운영상의 어려움을 이유로 6월 12일 운영을 종료한다고 발표했다.
2022년에 Vedomosti의 공식 소유권은 PR 고문이자 모스크바 FTI 컨설팅 사무소의 전 대표인 올레크 레오노프에게 이전되었다.

## 비판
2016년 7월, Vedomosti는 로스네프트의 수장 이고리 세친에 대한 기사를 발행했다. 기사에 따르면 세친은 바르비카에 6천만 달러 상당의 부지에 집을 짓고 있었다. 같은 해 11월, 세친은 Vedomosti를 상대로 한 소송에서 승소했고, 법원은 신문에 해당 자료를 웹사이트에서 삭제하고 이 기사의 남아있는 모든 발행부를 파기하라고 명령했다.